# Vriesea hoehneana
Vriesea hoehneana är en gräsväxtart som beskrevs av Lyman Bradford Smith. Vriesea hoehneana ingår i släktet Vriesea och familjen Bromeliaceae. Inga underarter finns listade i Catalogue of Life.